# 上党郡
上党郡（じょうとう-ぐん）は秦代から隋代にかけて現代の中華人民共和国山西省に設置された郡。時代により行政範囲の変遷が見られたが、おおよそ現在の長治市を中心とする山西省南東部に相当する。隋代の大業年間以降及び唐代にも同名の郡が設置されたが、これは潞州を改称したものであり、管轄区域が大きく異なる。

## 歴史
上党の地名は古く春秋時代に晋の地名として登場している。上党とは山上の高地を意味する。戦国時代になると趙・魏・韓により晋を分割し、それぞれが上党地区を割拠していた。
秦朝が中国を統一し前221年に36郡を設置した際に中の一つである。郡治は長子県に設置され、前漢代には14県を治めた。長子県・屯留県・余吾県・銅鞮県・沾県・涅氏県・襄垣県・壷関県・泫氏県・高都県・潞県・猗氏県・陽阿県・穀遠県である。前110年（元封元年）に州が置かれると并州に属した。『漢書』によれば、前漢末に73,798戸、337,766人があった。後漢になると13県、26,222戸、127,430人を管轄した。
三国時代、上党郡治は北東の壷口関（現在の長治市、壷関県とは別）に移転している。晋代になると国内の混乱から人口が激減、10県、12,000戸の管轄となり、郡治も更に北東の潞県（現在の長治市潞城区北東部）に移転している。以降も上党郡は歴代王朝により沿襲された。北魏の時代には郡治が壷関に移転、隋代には壷関県が廃止となり上党県に編入され、郡治も上党県（現在の長治市上党区）に移転し、10県、125,057戸を管轄した。
隋代により廃止され、管轄県は潞州直轄とされた。